# تكية والة
تكية والة (بالفارسية: تکیه واله) هي تكية شيعية تاريخية تعود إلى القاجاريين، وتقع في أصفهان.